# NETJUKE

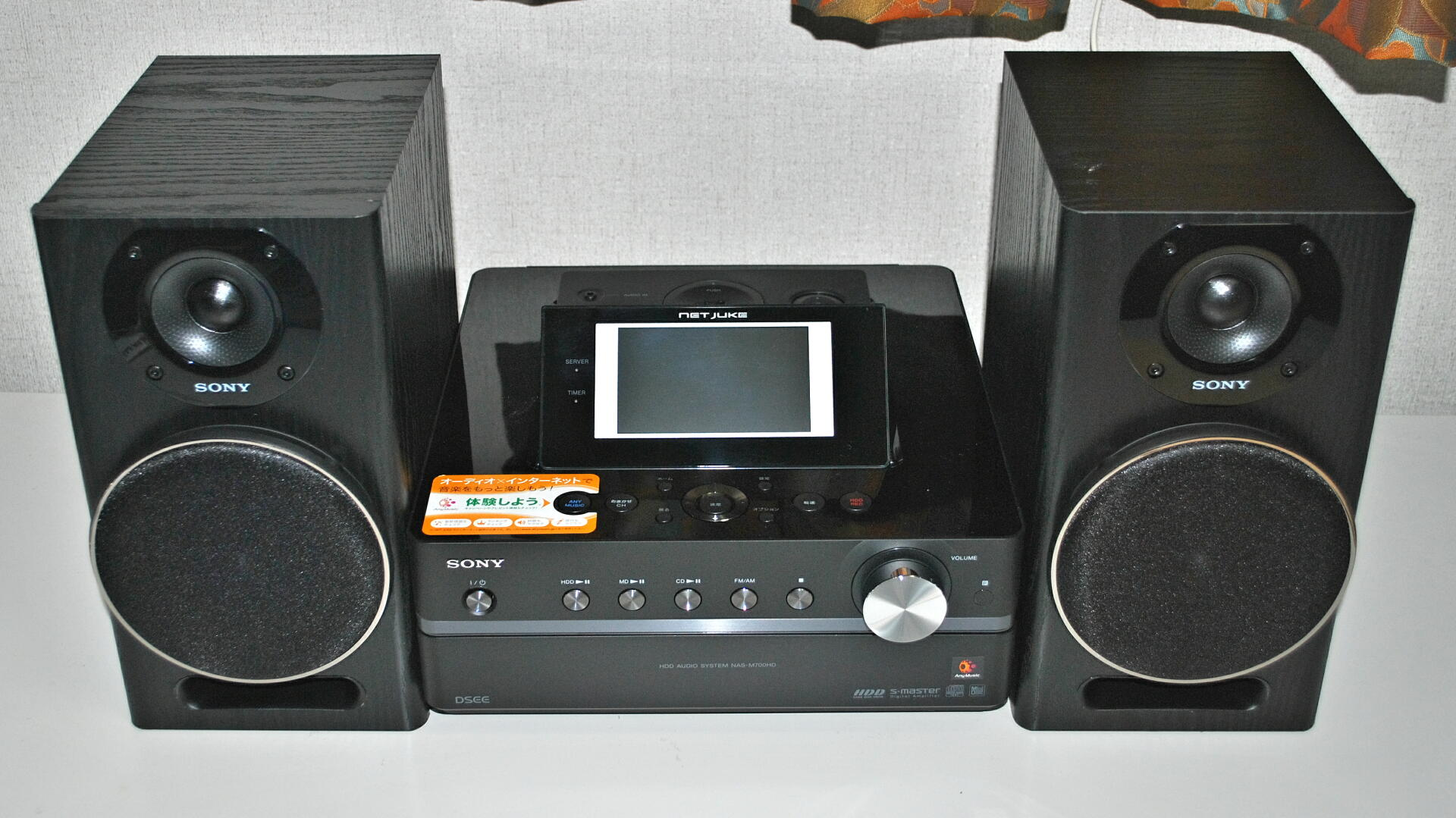
NETJUKE（NAS-M700HD）

NETJUKE（ネットジューク）は、ソニーが販売していたハードディスクドライブ内蔵ミニコンポのシリーズ名。

## 概要
本体にHDDジュークボックスとインターネット・ソニールームリンク（DLNA準拠）接続機能を装備しており、音楽CDやミニディスク（一部機種）からHDDへのリッピングと、HDDからATRAC Audio Device（ウォークマン）への転送やルームリンクによるホームネットワーク内での共有に対応している点が特徴である。
ネットワーク接続機能はLANとブロードバンドルータを介してmoraのプラットフォームを利用した「Any Music」サイトに接続し、本体に楽曲情報の取得と楽曲のダウンロード（有料）ができる。LAN接続は有線LANのみで、無線LANコンバータを接続することで無線LANに対応する。同機器はBUFFALO（バッファロー）から当シリーズ専用のルーター親・子機が販売されている（WHR-HP-G/UA）。
HDDジュークボックスへの録音フォーマットは圧縮コーデックのATRAC（48/64/66/105/132/256kbps）がデフォルトであり、設定変更によってMP3（96/128/160/192/256kbps）あるいはリニアPCMに対応する（MP3対応はNAS-A10以前の旧機種を除く）。ウォークマンにもリニアPCMのまま転送が可能である（NAS-M90HD, M70HD, D50HDなど4世代目モデル以降）。

## 機種一覧
- NAS-A1

2004年5月20日発売。初代モデル。40GBハードディスク・CDドライブ・メモリースティックスロットを内蔵。フルデジタルアンプ「S-Master」を搭載している。ATRAC3フォーマットに対応し、最大約8倍速の高速録音機能を搭載。Net MDとメモリースティックへのチェックアウトに対応。Any Musicの閲覧・操作用にNTSC出力のRCA端子を装備しており、テレビ等へ接続することで操作することが出来た。接続オプションとして本体の上に載せる形の専用5V型液晶モニター「AUDP-A1」も同時発売された。ネットワークメディア機能により、DLNAに対応したミュージックサーバー内の曲をストリーミング再生可能。
- NAS-A10

2005年3月15日発売。2世代目モデル。ATRAC Audio Device規格に対応し、USB接続によるネットワークウォークマンへのチェックアウトに対応。本体は縦置き式（横置きも可能）。
- NAS-M7HD

2005年11月19日発売。3世代目モデル。本体に操作確認用の液晶画面を搭載。MDスロットを搭載し、MDからHDDへの録音に対応。新たにATRAC3plusフォーマットへの対応のほか、MP3フォーマットにも対応し、「ウォークマン」に加え、他社製MP3対応デジタルミュージックプレーヤー（USBマスストレージ方式）へのMP3転送も可能になった。 翌年にはMDスロットを省略した「NAS-D5HD」とHDDを80GBに増量した「NAS-M7HDS」（ソニースタイル限定）も発売された。
- NAS-M90HD
- NAS-M70HD
- NAS-D50HD

2006年10月21日（M90HDは11月18日）発売。4世代目モデル。CD→HDDへ最大約16倍速、MD→HDDへ最大約20倍速と、録音を高速化した。また、MDやアナログ音源の波形データを解析して音楽タイトルを自動で取得する機能を搭載した。おまかせチャンネルに対応し、HDDに貯めた音楽を最大25のチャンネルに自動分類する。FM・AMのラジオ放送を「音楽部分」と「トーク部分」に自動判別しながら録音する機能にも対応した。ハードディスク容量は、D50HDとM70HDは80GBに、M90HDでは250GBに増加。
- NAS-M95HD
- NAS-M75HD
- NAS-D55HD

2007年10月20日（M95HDは11月10日）発売。5世代目モデル。デザインが一新され、ウォークマン専用転送ポート「WM-PORT」を搭載。新たにDLNAに対応したミュージックサーバー機能を搭載した。また、LANケーブル（クロス）を使うことで従来機種（NAS-M7HD,M7HDS,D5HD,M90HD,M70HD,D50HD,NAC-HD1）からの音楽データの移動が可能になった。 2008年1月28日の本体ソフトウェア Ver.2.00.00 アップグレードにより、au「LISMO」オーディオ機器連携対応携帯電話のEZ「着うたフル」の取り込み、転送に対応した。
- NAS-M700HD
- NAS-D500HD

2008年10月18日発売。6世代目モデル。HDD容量が160GBに増加し、WMAフォーマットの再生、転送に対応するとともに、USBメモリへのMTP転送に対応した。新たに、高音域の再生帯域を補完する「DSEE」を搭載。au「LISMO」オーディオ機器連携対応携帯電話のEZ「着うたフル」の取り込み、転送に対応している。また、新たにイニシャルサーチと、パソコン向けのソフトウェア「かんたん音楽転送」によりパソコン内の楽曲を付属のLANケーブル（クロス）を使って直接取り込めるようになった。

### 派生商品
- CMT-E300HD

2008年10月18日発売。NAS-D500HDからネットワーク接続機能やカラー液晶などを省き、エントリーユーザー向けに特化した。HDDは80GBで、CDDB情報はウォークマンやUSBメモリを介して取得する。「かんたん音楽転送」も搭載しているが、本体に転送されたファイルは全てMP3形式で取り込まれる。ドックスピーカー機能も搭載。
- CMT-E350HD

2009年10月10日発売。CMT-E300HDの後継モデルで、HDDが160GBに増加した。またアタッチメントの形状も変更された。
- NAS-V7M

2010年6月26日発売。ラジカセ（オーディオシステム）状の一体型デザインとなり、16GBのフラッシュメモリーを内蔵。CDやドックスピーカー機能のほか、無線LANやインターネットラジオにも対応。フラッシュメモリを内蔵しない「NAS-V5」も同時発売された。